# التوامة
التوامة هي قرية أمازيغية جبلية مغربية وسط المملكة. تنتمي التوامة لإقليم الحوز. تضم هذه القرية 11.458 نسمة (إحصاء 2004).